# Castell de Sant Blai
El castell de Sant Blai és un castell de Tivissa (Ribera d'Ebre) declarat bé cultural d'interès nacional.

## Descripció
Al cim del Coll del Ventall s'hi conserven restes de murs que es corresponen amb les ruïnes d'un castell àrab. Només queda en peu la base, feta de pedra irregular lligada amb morter. Estan construïts entre la roca del turó, sota el qual hi ha l'ermita de Sant Blai.

## Història
Castell termenat documentat el 1174. Té un ampli domini visual sobre Prades, Siurana, el Priorat i la Ribera d'Ebre des de Garcia a Miravet, i la Terra Alta.
Mr. Peter Scales, arabista i historiador anglès, testimonia: "Són restes àrabs. El primer pis de la torre té forma rectangular de 9 m. x 5 m.; la muralla té 2 m de gruix."